# Korail

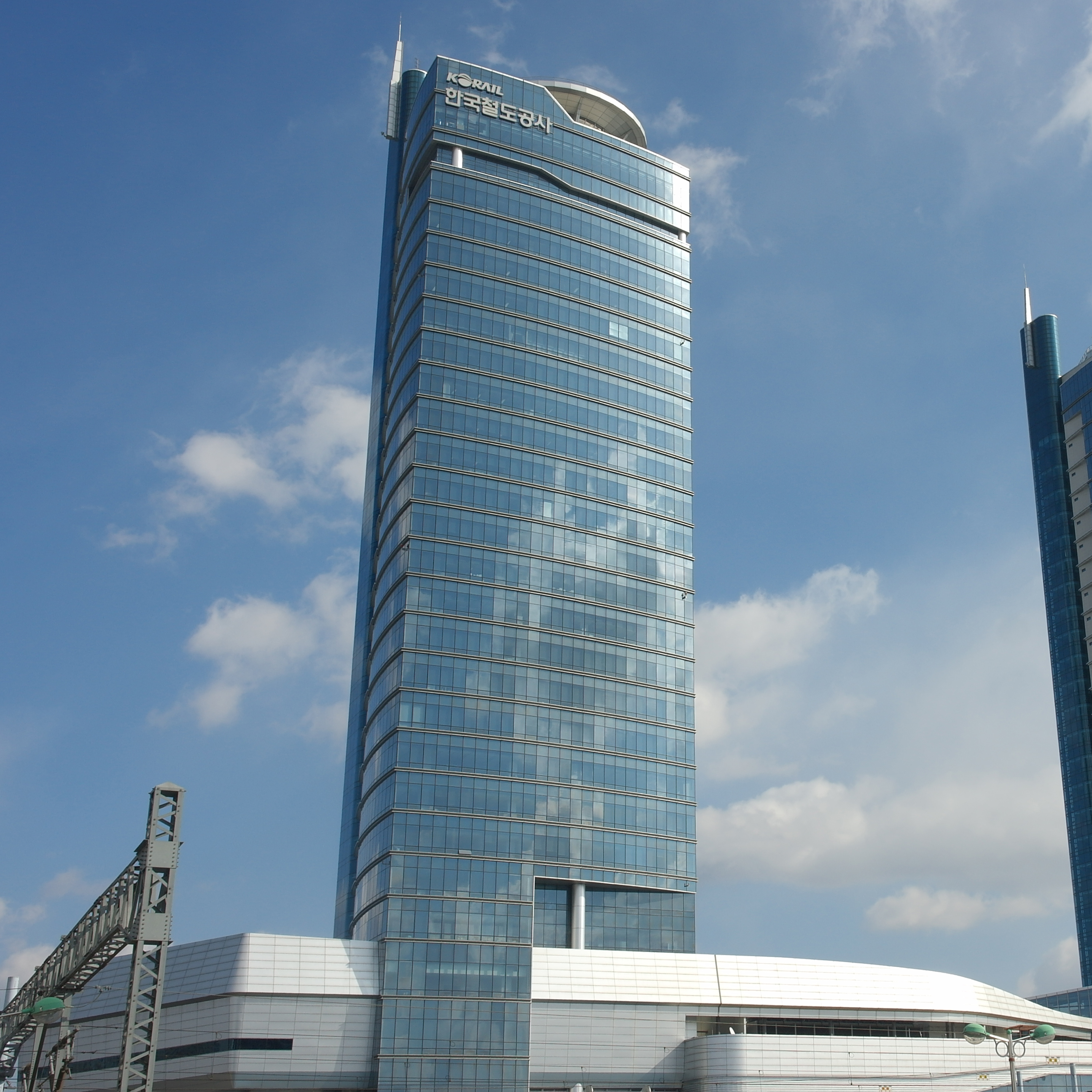
La sede principale della Korail a Daejeon

La Korea Railroad Corporation, chiamata anche per uso commerciale e pubblicitario Korail è la più importante società ferroviaria sudcoreana. La compagnia gestisce anche alcune linee della metropolitana di Seul.
Nel 2004 è entrata nel settore dei treni ad alta velocità con l'inaugurazione del Korea Train Express.

## Storia
L'attuale Korail nacque come un Ufficio di Amministrazione Ferroviaria sotto il Ministero dei Trasporti del governo Sudcoreano. Il 1º settembre 1963 l'ufficio divenne un'agenzia chiamata Korean National Railroad (KNR). Nel 2003 KNR adottò il nuovo logo blu, anche se la dicitura Korail venne usata sin da prima. Nel 2005 la società venne divisa in "Korea Railroad Corporation", che gestisce i servizi ferroviari e la "Korea Rail Authority", che possiede fisicamente i binari.

### Situazione economica
La Korail è posseduta al 100% dal governo coreano e, sin dalla sua nascita, la società è in rosso. Per questo motivo lo stato deve sussidiare i servizi al 100%, e questo è fonte di diversi malumori da parte dei cittadini sudcoreani.。

## Infrastruttura e statistiche
Korail opera sia sulle lunghe distanze che quelle brevi a livello locale in Corea del Sud. La linea più trafficata è la Gyeongbu, che corre fra Seul e Pusan seguita parallela dall'equivalente ad alta velocità. Altre linee importanti sono la Honam, la Jeolla, la Janghang e la Jungang. Il governo sudcoreano investirà circa 88 miliardi di dollari dal 2011 al 2020 per potenziare, elettrificare e raddoppiare diverse linee.
La rete gestita dalla Korail è di 3.558,9 km, dei quali 1.856,3 a doppio binario, 2.356,7 elettrificati (2337,5 a 25 kV in corrente alternata e 19,2 km a 1500 V in corrente continua) e 368,5 ad alta velocità. Il numero totale delle stazioni al 2013 è di 652, e il punto più elevato dei binari è a 855 metri sul livello del mare. Nel 2010 la compagnia ha trasportato 969.145.101 passeggeri e mobilitato 10.553.675.728 tonnellate/km.
- Linea Gyeongbu (경부본선)
- Linea KTX Gyeongbu (경부고속선)
- Linea Honam (호남선)
- Linea Janghang (장항선)
- Linea Gyeongchun (경춘선)
- Linea Jungang (중앙선)
- Linea Chungbuk (충북선)
- Linea Yeongdong (영동선)
- Linea Taebaek (태백선)
- Linea Jeongseon (정선선)
- Linea Gyeongbuk (경북선)
- Linea Taegu (대구선)
- Linea Donghae Nambu (동해남부선)
- Linea Gyeongjeon (경전선)
- Linea Gyeongui (경의선)
- Linea Gyeongwon (경원선)
- Linea KTX Suseo (수서고속선)
- Linea Gyeonggang (경강선)

### Linee metropolitane
Queste linee fanno parte del sistema dell'area metropolitana di Seul e hanno pertanto interesse solo locale:
- Linea Gyeongin (경인선)
- Linea Ansan (안산선)
- Linea Gwacheon (과천선)
- Linea Bundang (분당선)
- Linea Ilsan (일산선)
- Linea Seohae (서해선)

Inoltre porzioni di queste linee sono interessate da servizi suburbani:
- Linea Gyeongwon (경원선)
- Linea principale Gyeongbu (경부본선)
- Linea Janghang (장항선)
- Linea Jungang (중앙선)
- Linea Gyeongui (경의선)
- Linea Gyeonggang (경강선)

### Linee future
Sono in corso i lavori e i progetti per la realizzazione di diverse nuove linee ferroviarie in tutto il paese:
- Linea Donghae-Jungbu (동해중부)
- Linea Jungbu-Naeryuk (중부내륙)
- Linea KTX Honam (호남고속선)
- Linea Suin (수인선)
- Linea Uljin-Buncheon (울진분천선)

## Servizi ferroviari
Korail opera diverse tipologie di treni, da quelli metropolitani a quelli a lunga percorrenza. In base alla tipologia, sono presenti diverse denominazioni.

### Linee regionali
- KTX - Servizi ad alta velocità sulle linee Honam e Gyeongbu
- ITX-Cheongchun - Servizio espresso che unisce Seul a Chuncheon utilizzando un materiale rotabile apposito
- ITX-Saemaeul - Servizio previsto dal 2014
- Saemaeul-ho - Servizio di punta sulle linee tradizionali non ad alta velocità, collega le principali città della Corea del Sud utilizzando materiale rotabile prevalentemente a trazione termica
- Nuriro-ho - Servizio regionale rapido da Seul a Sinchang utilizzante elettrotreni
- Mugunghwa-ho - Servizio regionale sulle linee tradizionali
- Treno pendolari - Servizio che effettua tutte le fermate sulle linee Gyeongui e Gyeongwon

#### Linee suburbane
- Treno espresso - In servizio su alcune linee suburbane della capitale Seul, ferma solo nelle principali stazioni
- Treno locale

## Materiale rotabile
Gli elementi in grassetto indicano i treni in servizio

### Treni ad alta velocità
- KTX
- KTX Sancheon

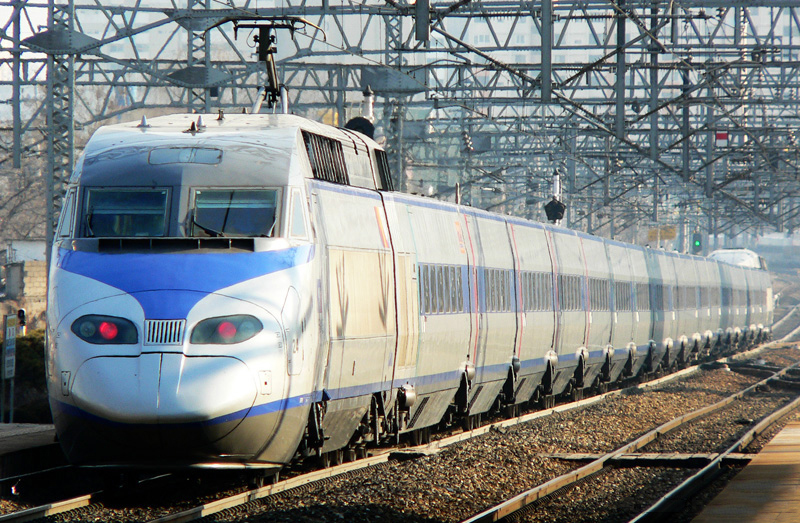
KTX di prima generazione
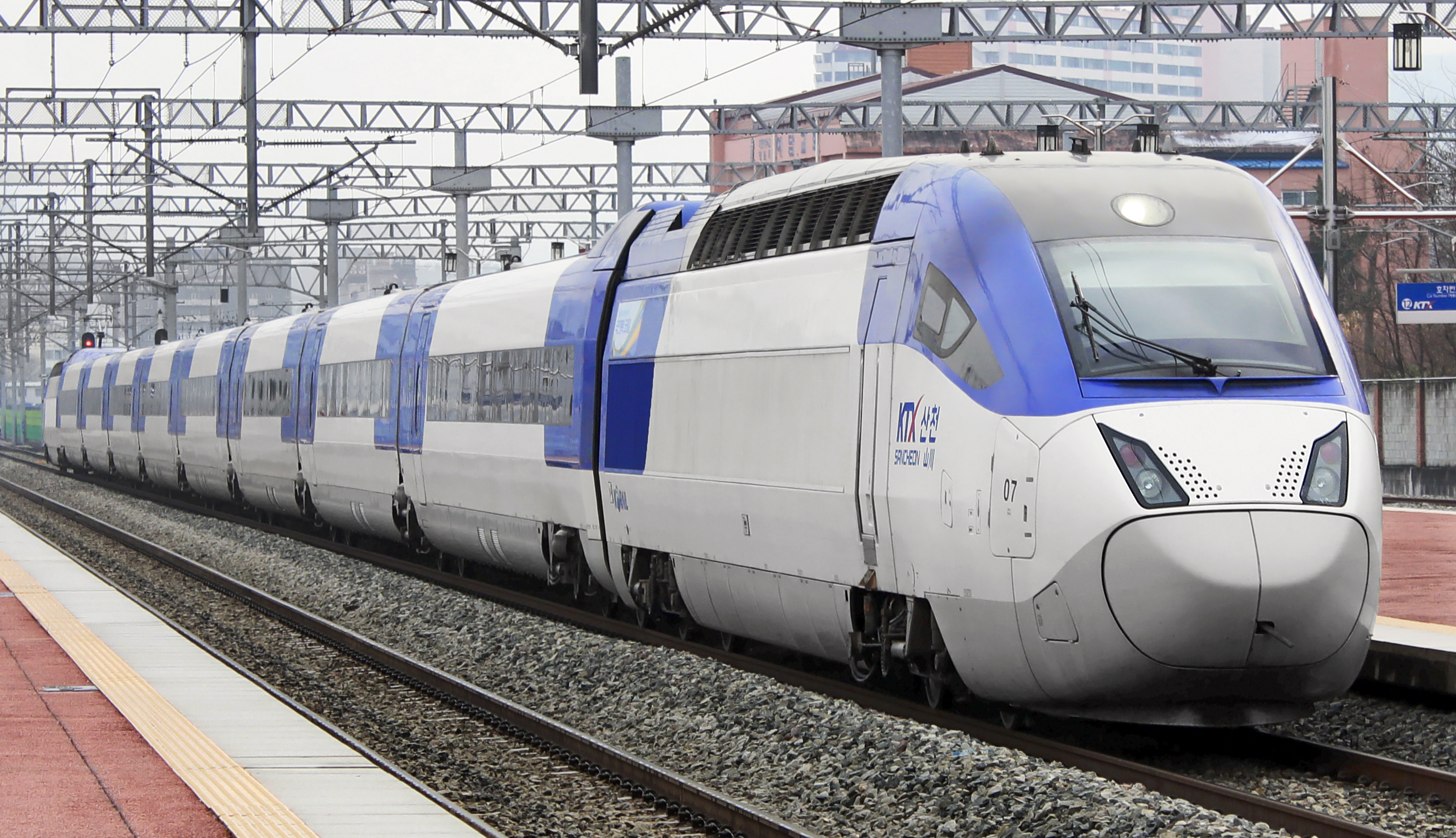
KTX Sancheon

### Locomotive elettriche
- Serie 8000 - prodotta su licenza di Alstom
- Serie 8100 - prodotta su licenza di Siemens
- Serie 8200
- Serie 8300

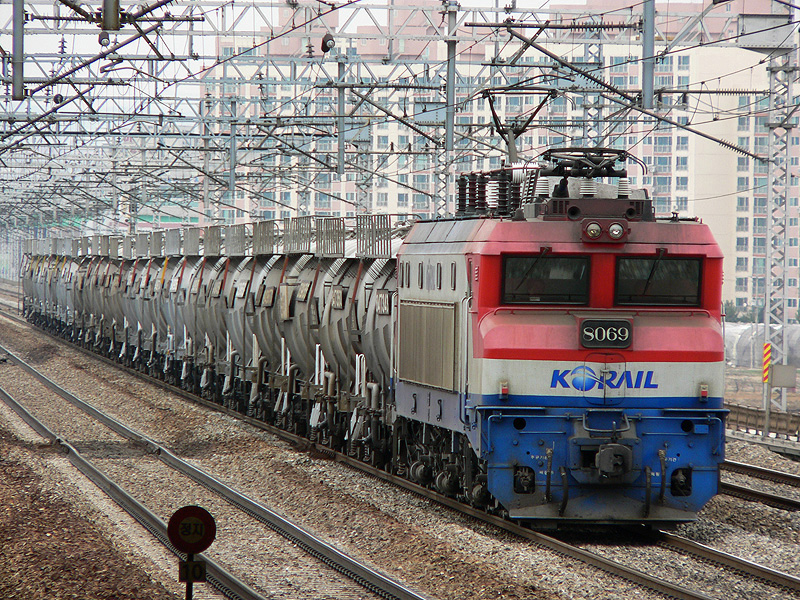
Locomotiva elettrica serie 8000
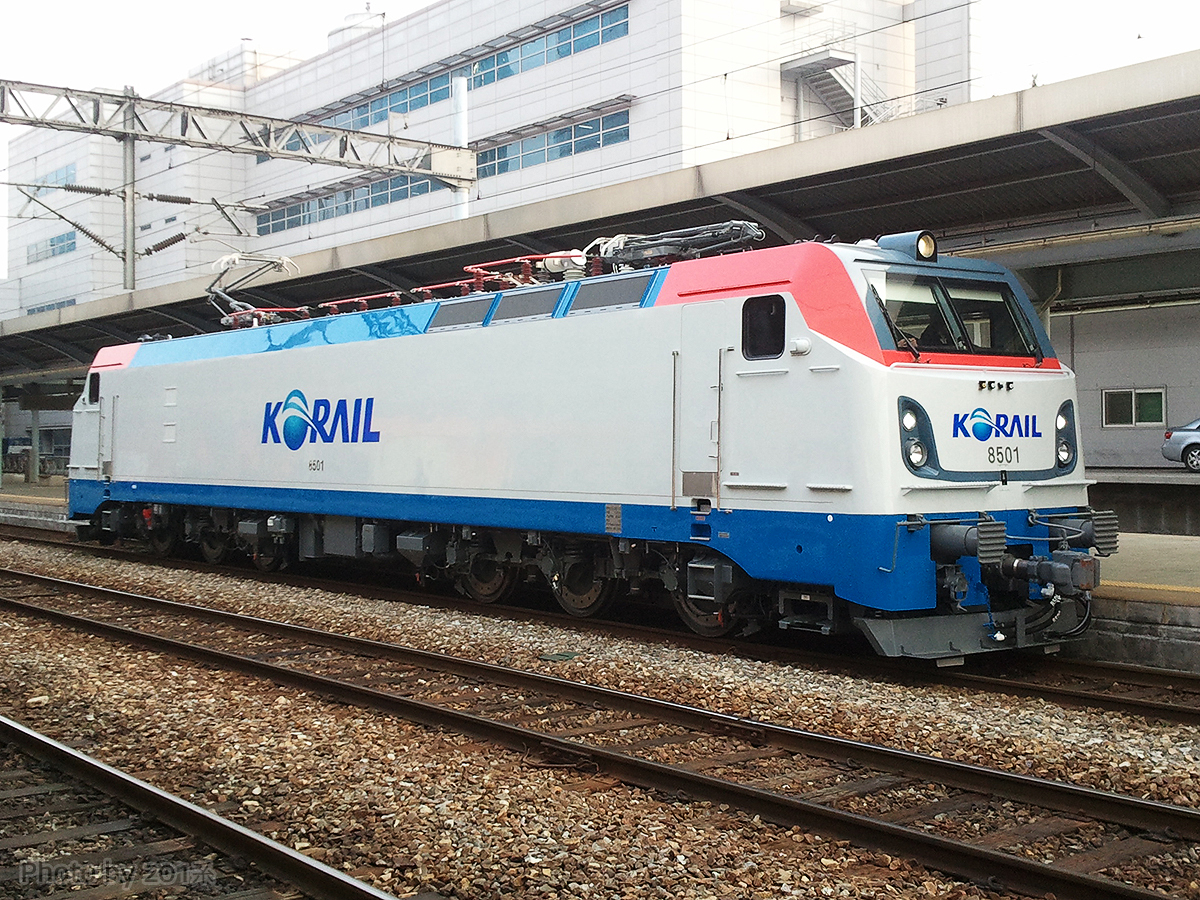
Locomotiva elettrica serie 8500

### Locomotive diesel
- Serie 2000
- Serie 2100
- Serie 3000
- Serie 3200
- Serie 4000
- Serie 4100
- Serie 4200
- Serie 4300
- Serie 4400
- Serie 5000形
- Serie 6000形
- Serie 6100形
- Serie 6200形
- Serie 6300形 - importata dagli Stati Uniti
- Serie 7000 - prodotta in Corea, per servizio passeggeri
- Serie 7100 - per il servizio merci
- Serie 7200 -
- Serie 7300 - prodotta dalla Hyundai
- Serie 7400
- Serie 7500

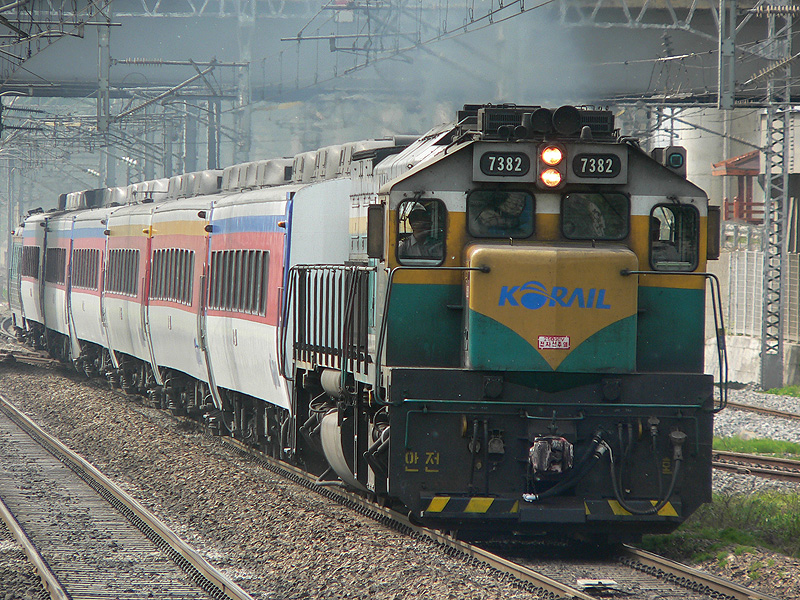
Locomotiva diesel serie 7300
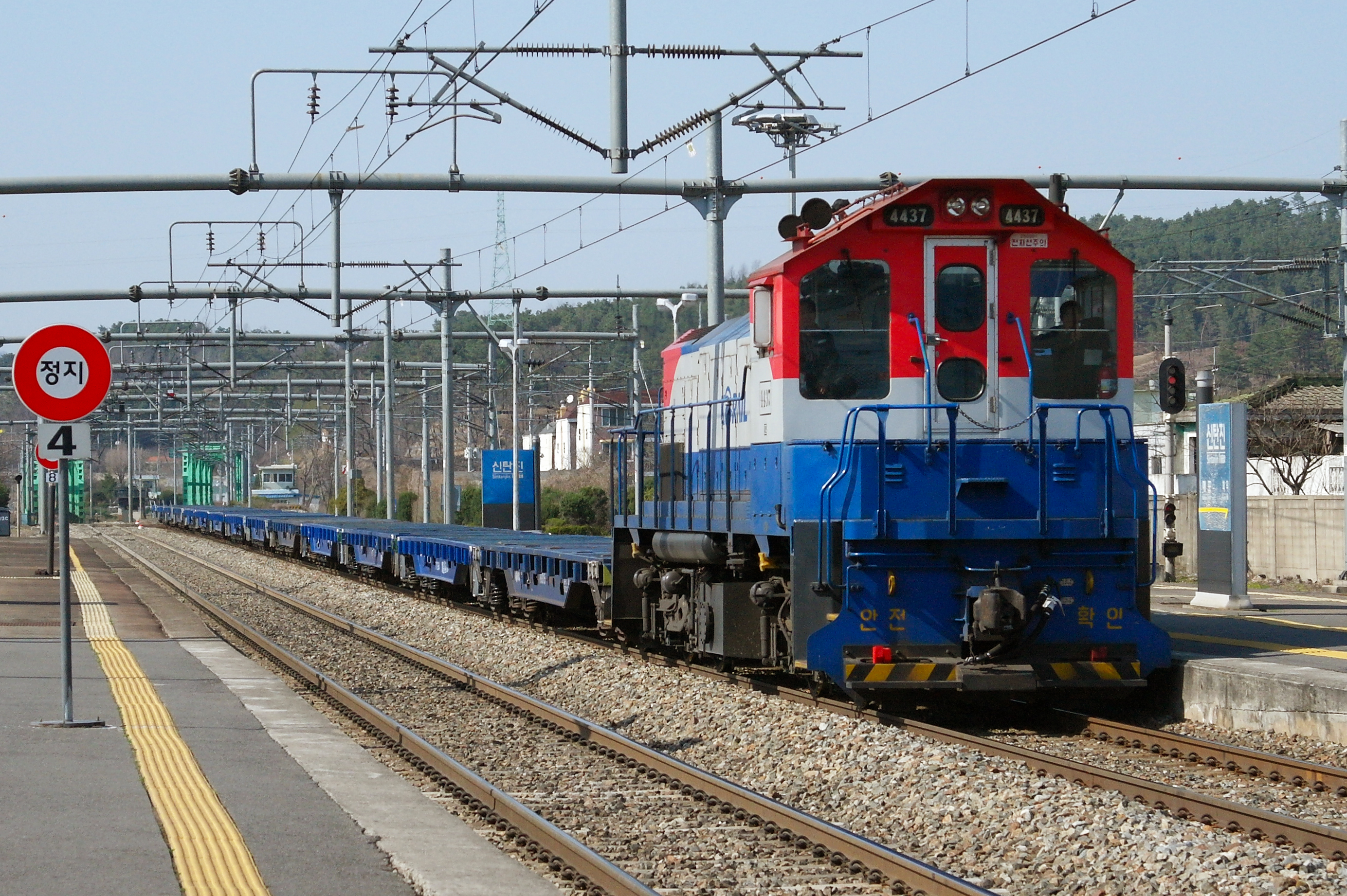
Locomotiva diesel serie 4400

### Locomotive a vapore
- Serie 901 (non in uso)

### Elettrotreni
- 9900系ムグンファ形 (EEC)
- Serie 1000
- Serie 3000
- Serie 200000 - Per le linee Gyeongbu e Janghang
- Serie 311000
- Serie 319000
- Serie 321000
- Serie 331000
- Serie 341000
- Serie 351000
- Serie 361000
- Serie 368000 per il servizio ITX-Chuncheon

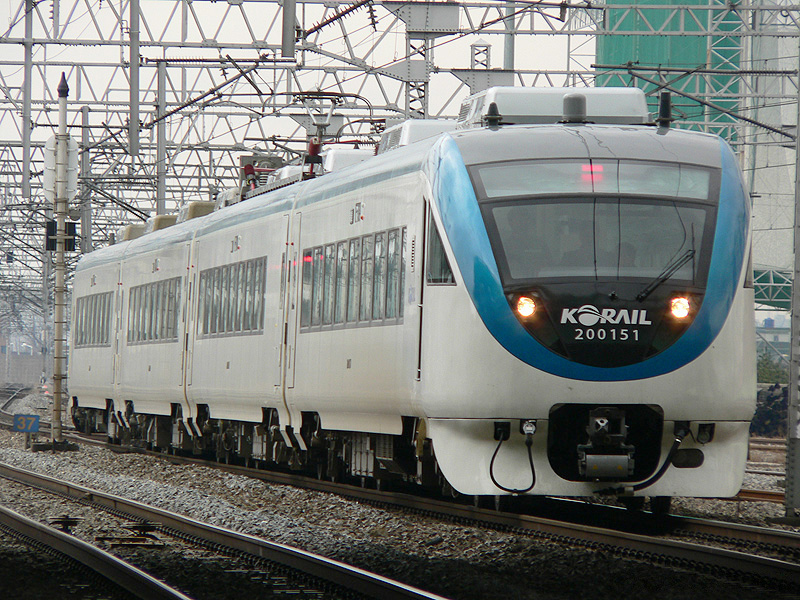
Elettrotreno serie 200000
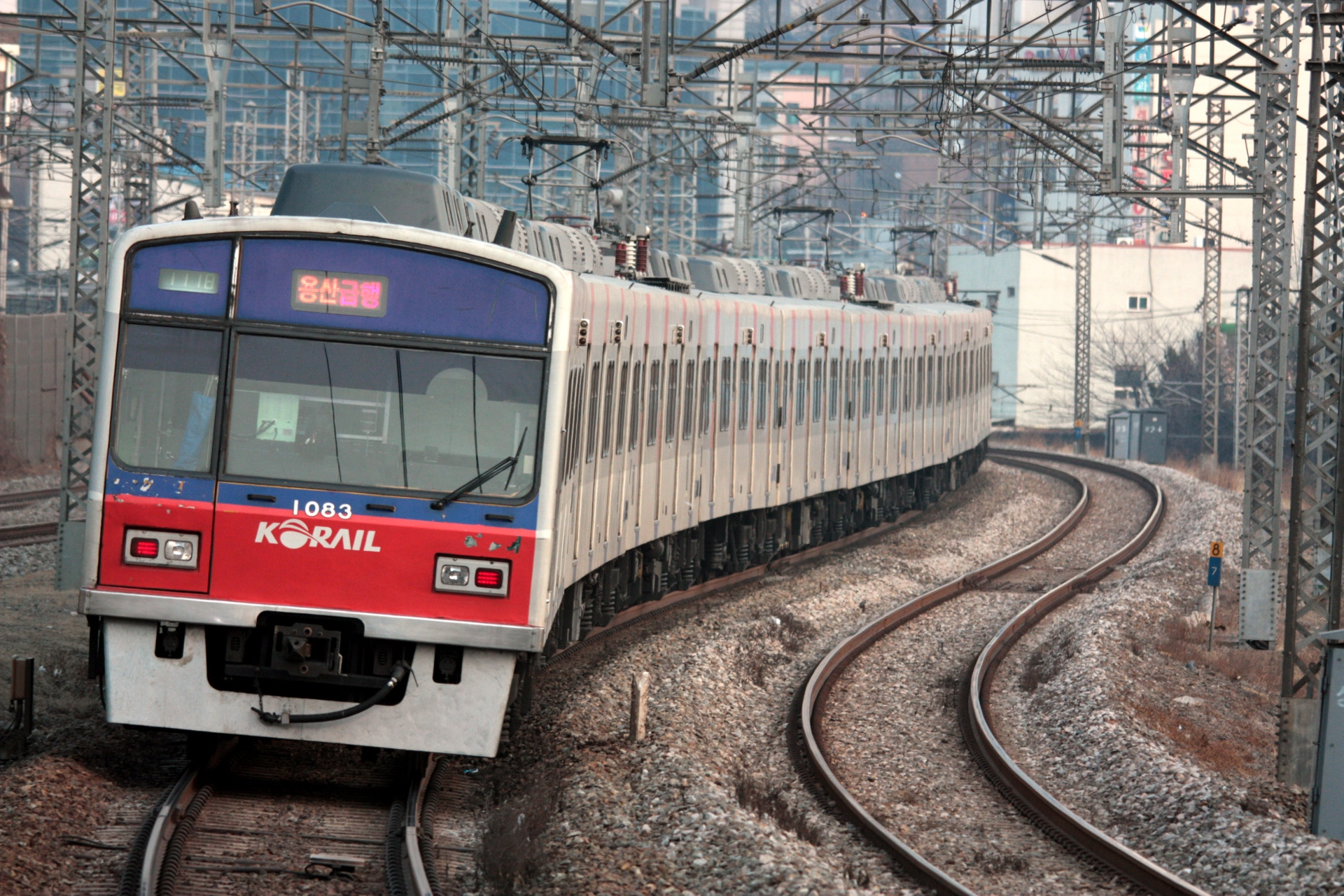
Elettrotreno serie 1000
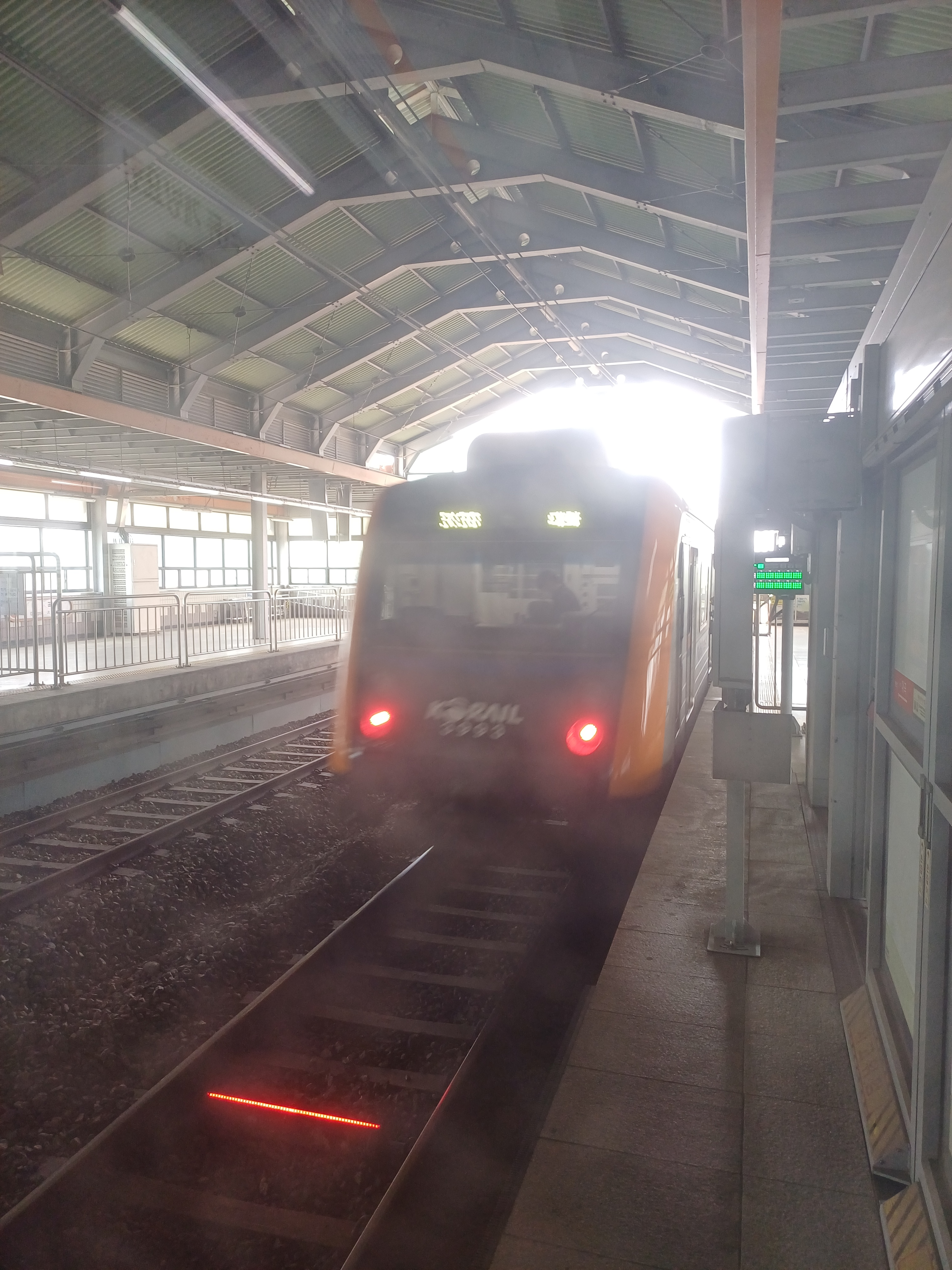
Elettrotreno serie 3000
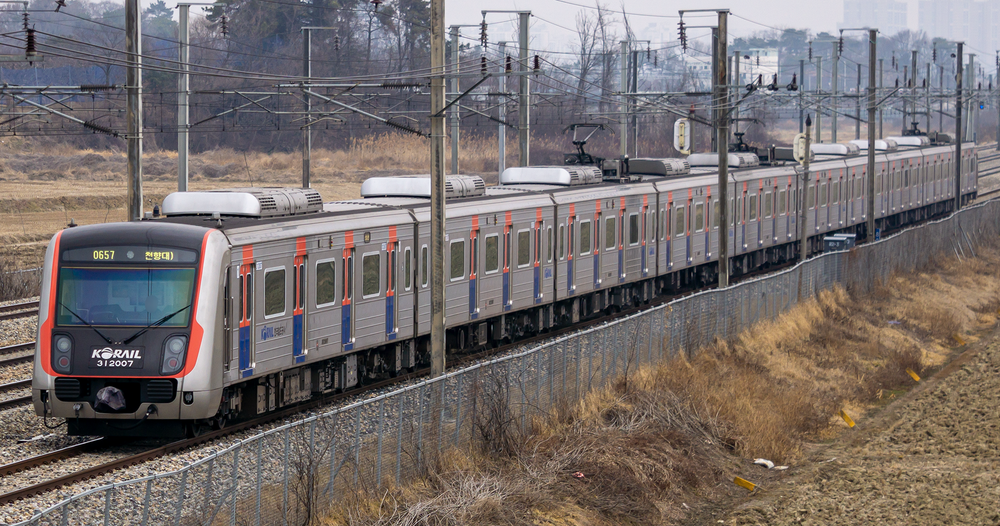
Elettrotreno serie 312000
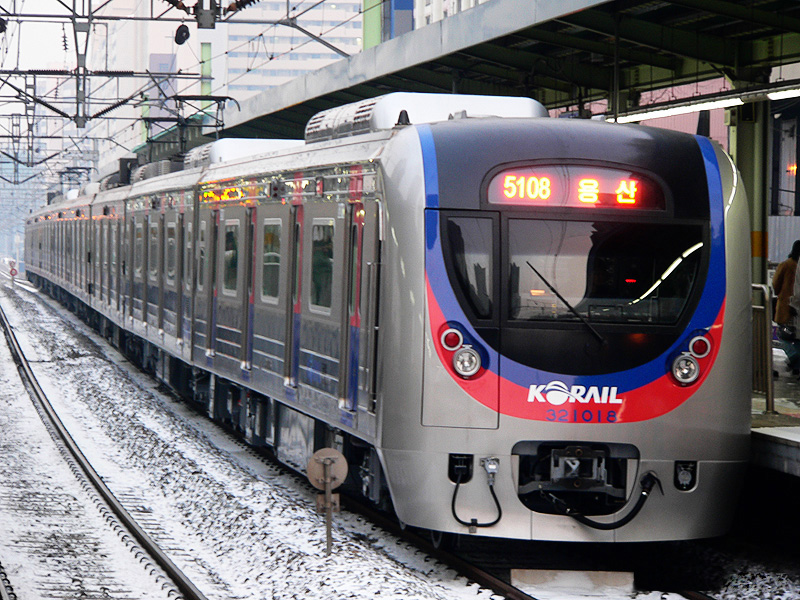
Elettrotreno serie 321000
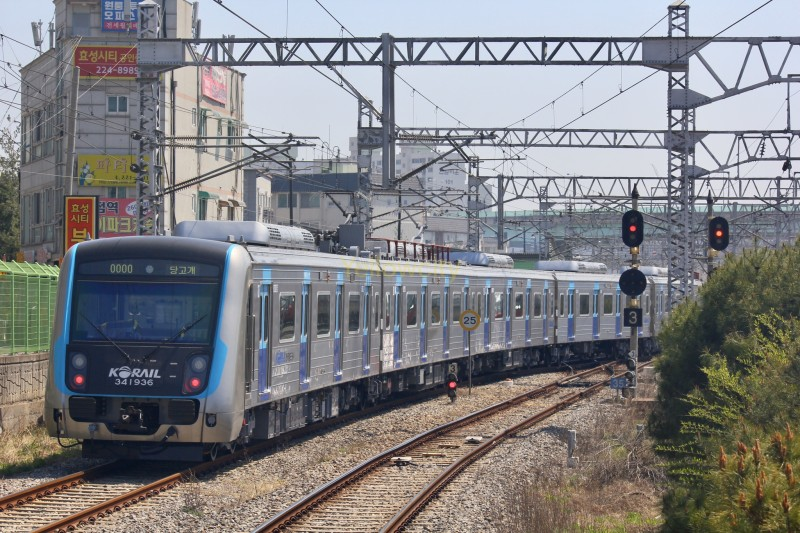
Elettrotreno serie 341000
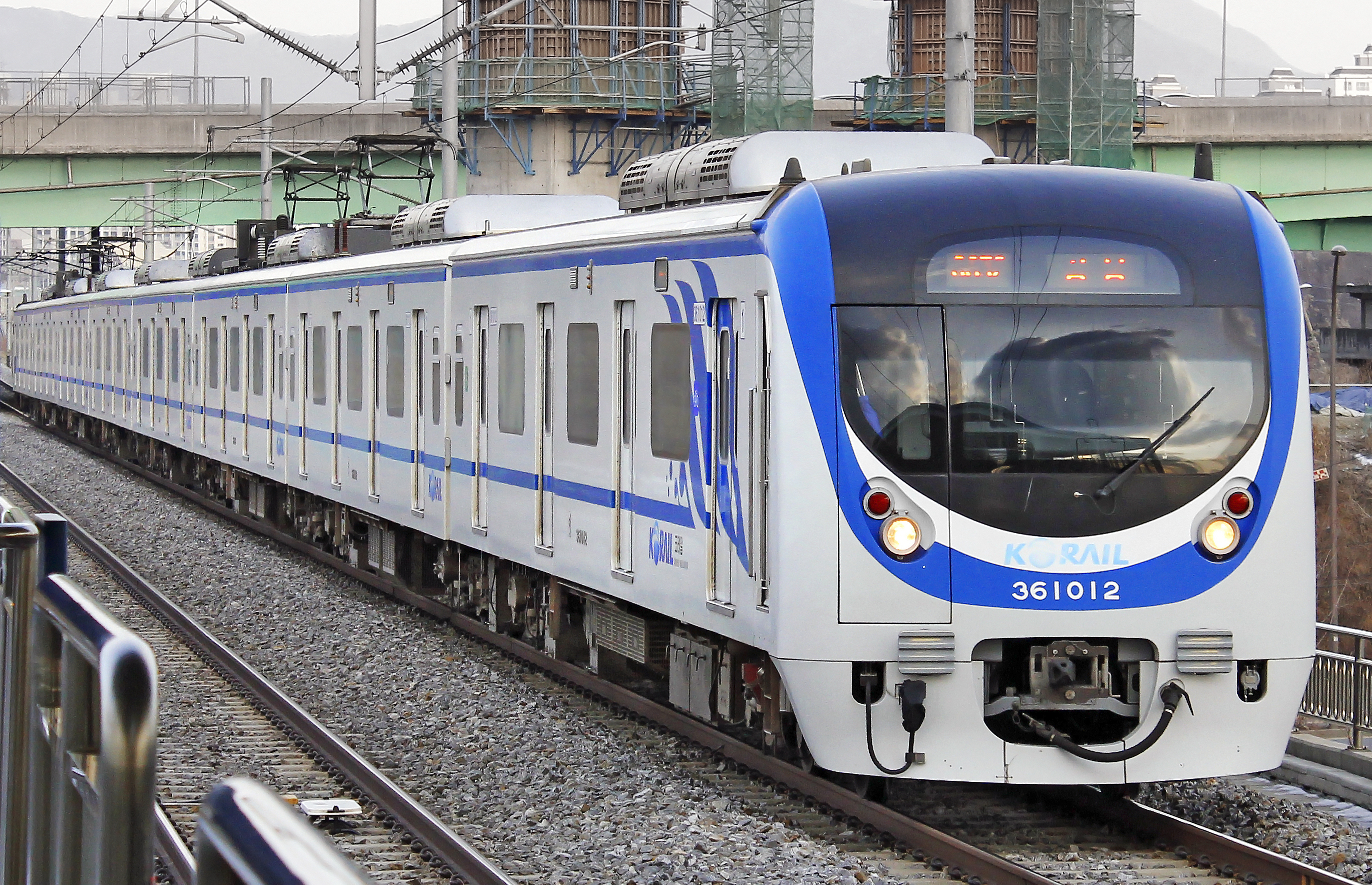
Elettrotreno serie 361000

### Autotreni diesel
- Serie 101
- Serie 111・251
- Serie 9201 (DEC)
- Serie 9211 (NDC)

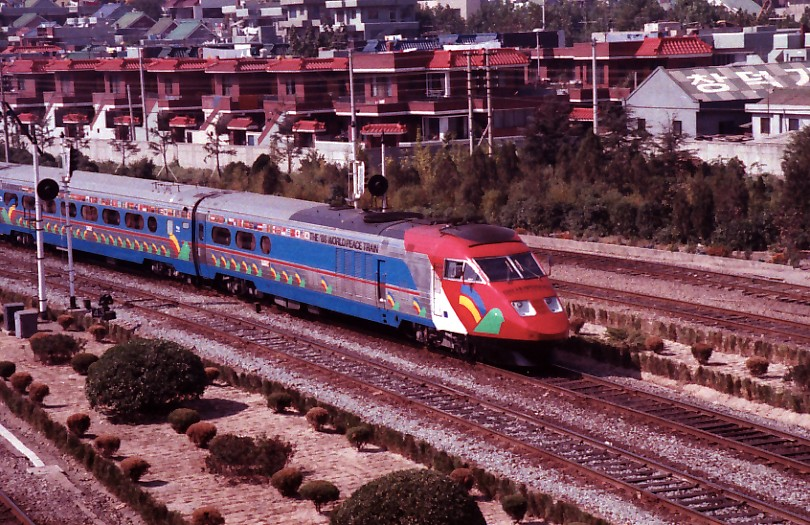
Treno diesel serie 111
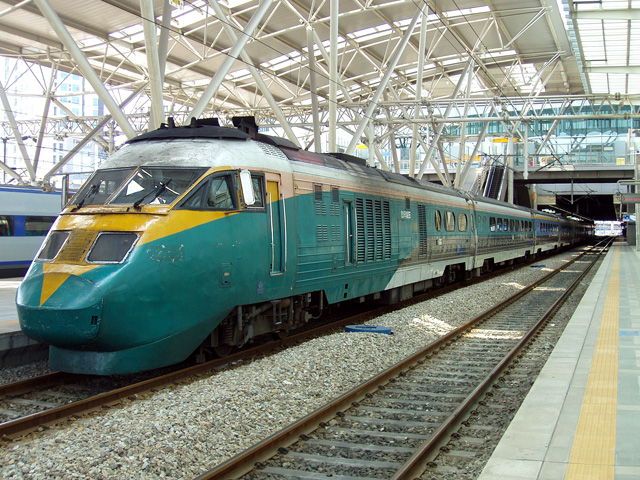
Treno diesel Saemaeul nella vecchia livrea

### Carrozze viaggiatori
- Carrozza Saemaeul
- Carrozza Mugunghwa
- Carrozza Tongil
- Carrozza Pidulgi